# Кашкин, Павел Николаевич
Павел Николаевич Кашкин (4 января 1902 Солигалич, Российская империя — 30 апреля 1991 Ленинград, РСФСР, СССР) — советский микробиолог и миколог, профессор, Заслуженный деятель науки РСФСР (1956), лауреат Государственной премии СССР (1951).

## Биография
Родился 4 января 1902 года (21 декабря 1901 года по старому стилю) в Солигаличе.
В 1926 году, окончив Ленинградский медицинский институт, поступил на аспирантуру в том же ЛМИ. С аспирантуры его избрали ассистентом кафедры микробиологии ЛМИ. С 1935 по 1953 год заведовал кафедрой микробиологии, занимал должность заместителя директора по научной работе Ленинградского химико-фармацевтического института. В 1937 году защитил докторскую диссертацию на тему «Изменчивость дерматофитов Trichophyton violaceum и Achorion schönleini», через год утверждён в звании профессора. С 1951 года — заведующий кафедрой микробиологии и микологии Ленинградского института усовершенствования врачей. В 1958 году организовал микологическую лабораторию, в 1964 году — первую клинику микозов в Ленинградском институте антибиотиков, которые впоследствии были объединены во Всесоюзный центр по глубоким микозам и микогенной аллергии (ныне — Научно-исследовательский институт медицинской микологии имени П. Н. Кашкина). В 1970—1977 годах — руководитель отдела глубоких микозов, впоследствии — руководитель Микологического центра.
Скончался 30 апреля 1991 года в Ленинграде, похоронен на Богословском кладбище.

## Научная деятельность
Автор около 250 научных работ, 10 монографий по вопросам медицинской микологии, микогенной сенсибилизации, эпидемиологии глубоких микозов. Его работы посвящены антибиотикам, биологии, изменчивости патогенных грибов и бактерий, патогенезу аллергических инфекционных заболеваний. Входил в состав редколлегий журналов «Антибиотики» и «Вестник дерматологии». За монографию «Дерматомикозы человека и животных» был награждён Государственной премией СССР.

### Основные работы
сочинения
- Кашкин П. Н. Руководство по исследованию дерматомицетов / (совм., с Подвысоцкой О. Н.). — Л., 1931.
- Кашкин П. Н. Изменчивость дерматофитов Trichophyton violaceum и Achorion Schonleinii, диссертация. — Л., 1938.
- Кашкин П. Н. Дерматомикозы. — 1-е издание, 3-е издание. — Л., 1950, 1967.
- Кашкин П. Н. Антибиотики и их практическое использование. — Л., 1952.
- Кашкин П. Н. Кокцидиоидный микоз / (совм., с Аравийским А. Н.). — Л., 1960.
- Кашкин П. Н. Медицинская микология. — Л., 1962.
- Кашкин П. Н. Кокцидиоидомикоз и гистоплазмоз / (совм., с Блиновым Н. П.). — Л., 1969.
- Кашкин П. Н. Антибиотики / (совм., с др.). — Л., 1970.
- Кашкин П. Н. Гистоплазмоз / (совм., с Бочкарёвым М. В.), Кишинев. — Киев, 1977.
- Кашкин П. Н. Руководство по медицинской микологии / (совм., с Шеклаковым Н. Д.). — М., 1978.

## Награды
- Государственная премия СССР (1951),
- Орден Ленина,
- Орден Трудового Красного Знамени (дважды),
- Орден Октябрьской Революции,
- Заслуженный деятель науки РСФСР (1957).

## Память
В 1998 году НИИ медицинской микологии в Санкт-Петербурге было присвоено имя П. Н. Кашкина. В 2005 году перед зданием НИИ был установлен бронзовый бюст.